# Sceloenopla evanida
Sceloenopla evanida es una especie de insecto coleóptero de la familia Chrysomelidae. Fue descrita científicamente en 1937 por Uhmann.